# Miragaia longicollum
Miragaia longicollum es la única especie conocida del género extinto Miragaia ("de Miragaia") de dinosaurio tireóforo estegosáurido, que vivió a finales del período Jurásico, hace aproximadamente 150 millones de años entre las etapas del Kimmeridgiense y el Titoniense, en lo que es hoy Europa. Fue descubierto en 2009 por Octávio Mateus, en la región portuguesa de Miragaia, de donde proviene su nombre. La especie tipo y única que se conoce, Miragaia longicollum, es nombrada en referencia a su cuello largo. Algunos investigadores consideran a este taxón un sinónimo reciente de Dacentrurus armatus.

## Descripción

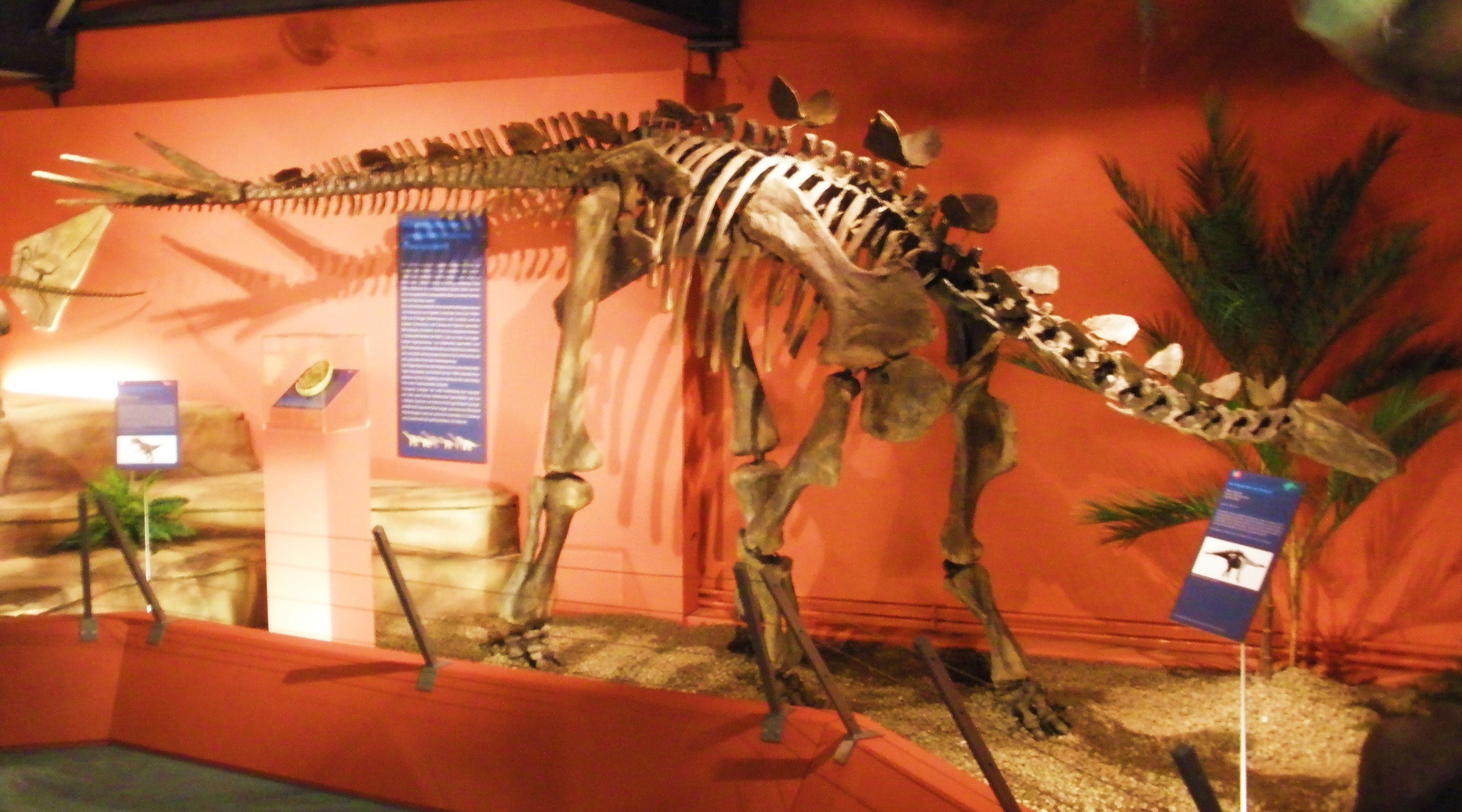
Esqueleto reconstruido de Miragaia.

La longitud total de Miragaia se ha estimado entre 5,5 y 6 metros. En 2010, Gregory S. Paul estimó la longitud en 6,5 metros y el peso en 2 toneladas.. La histología muestra que el espécimen holotipo tenía aproximadamente 21 años.
Los descriptores establecieron seis rasgos distintivos. En su línea media, los premaxilares se encuentran en una pequeña punta afilada, colocada dentro de una muesca más grande en la punta del hocico como un todo. El borde lateral inferior delantero del premaxilar sobresale hacia abajo. Al menos diecisiete vértebras cervicales están presentes. Las espinas neurales de las vértebras cervicales medias tienen una muesca en el borde frontal inferior con un proceso dirigido directamente hacia el frente. Las vértebras del cuello medio, el cuello trasero y la parte delantera posterior poseen espinas neurales que tienen un extremo superior expandido transversalmente. En el cuello hay dos filas de placas óseas triangulares que tienen un lado exterior ligeramente convexo y una muesca en el borde frontal superior que crea un gancho.

### Cuello
La característica más notable de Miragaia es su cuello largo, que estaba compuesto por al menos 17 vértebras. Según los autores, esto representa la culminación de una tendencia hacia cuellos más largos vistos en estegosáuridos. Thyreophora, el grupo más abarcativo al que pertenecen, originalmente parecía haber tenido nueve vértebras del cuello y este es también el número mostrado por el estegosáurido basal del dinosaurio Huayangosaurus. Las formas posteriores como Stegosaurus o Hesperosaurus tenían 12 o 13. Sorprendentemente, Miragaia tenía más vértebras cervicales que la mayoría de los saurópodos, un grupo diferente de dinosaurios famosos por sus cuellos largos, lo que contrasta con la visión tradicional de los estegosáuridos como ramoreadores bajos con cuellos cortos. Solo los saurópodos chinos Euhelopus , Mamenchisaurus y Omeisaurus tenían tantas vértebras del cuello como Miragaia y la mayoría de los saurópodos del Jurásico Tardío poseían solo 12 a 15. Mateus y sus colegas sugirieron que el cuello largo permitía a Miragaia alimentarse a un nivel que otros herbívoros no estaban explotando o que el cuello surgía debido a la selección sexual. La posible función de recolección de alimentos del cuello hace que la selección sexual sea una explicación menos plausible, pero no es en sí completamente convincente, aunque los saurópodos ibéricos contemporáneos Lusotitan, Dinheirosaurus y Turiasaurus eran todos muy grandes y podrían no haber competido con un ramoreador de altura media, la división del nicho sigue siendo problemática porque en Iberia los restos de estegosáuridos se han referido a Dacentrurus y Stegosaurus, que habrían poseído una envoltura de alimentación o una estratificación de altura de alimentación superpuesta a la de Miragaia.
En los saurópodos, se logró una gran longitud del cuello mediante una combinación de tres procesos, incorporación de vértebras dorsales anteriores en el cuello, adición de nuevas vértebras y alargamiento de las vértebras individuales del cuello. Los autores consideraron si estos mecanismos podrían haber sido paralelos en estegosáuridos. El cuello largo de Miragaia parece haber resultado principalmente de la incorporación de vértebras dorsales en el cuello, según los recuentos vertebrales de otros estegosáuridos. En este grupo, el número total de vértebras prescrales, combinadas de la espalda y el cuello, apenas aumentó, pero hay una clara transformación, las vértebras dorsales de la espalda se "cervicalizan" en vértebras cervicales del cuello. Mientras que Huayangosaurus todavía poseía 16 vértebras en la espalda, este número se redujo a trece en Hesperosaurus. Actualmente, no es posible contar la cantidad de vértebras dorsales, no hay evidencia de que con Miragaia las nuevas vértebras hayan contribuido al cuello, en cambio, la distribución de las vértebras existentes en la espalda y el cuello probablemente cambió, unas cuatro vértebras adicionales se convirtieron en cervicales. Existe alguna evidencia de aumento de la longitud vertebral en Miragaia y Stegosaurus , en comparación con especies más basales, pero esto es equívoco y podría deberse a la distorsión post mortem; Este mecanismo fue visto como un factor menor en el alargamiento del cuello.
Los autores también discutieron los posibles mecanismos genéticos subyacentes para tales cambios. Señalaron que, en contraste con los mamíferos que casi siempre tienen siete vértebras del cuello debido a un máximo de cuatro genes hox que aseguran una división estricta entre el cuello y la espalda, en los dinosaurios existentes como el pollo, solo un gen hox regula este proceso, aparentemente conduciendo a una mayor plasticidad evolutiva.

### Resto del cuerpo
Además de la longitud del cuello, la osteología conocida de Miragaia se asemeja a la de otros estegosáuridos, que difieren en pequeños detalles. La punta del pico no tenía dientes, como en Stegosaurus. El pico superior, formado por el premaxilar, era colgante. La muesca en la punta del hocico, vista desde arriba, tenía forma de W, mientras que en Stegosaurus la muesca tiene forma de U, con una pequeña proyección bulbosa en el medio. La superficie superior del hueso nasal estaba adornada. Una cresta formó el contacto con el maxilar. El maxilar tenía 16 dientes. El postorbital era un elemento pequeño y triradiado.
Las vértebras cervicales tenían costillas cervicales bien desarrolladas, fusionadas con el cuerpo vertebral. Las costillas eran alargadas, con un proceso que apunta hacia adelante en el capítulo, la cabeza de la costilla principal. Las espinas neurales de las vértebras cervicales posteriores y las dorsales delanteras se expanden transversalmente en sus extremos superiores debido a las rugosidades que sirven como un accesorio para los tendones. Este sector expandido se proyecta hacia el frente también, creando una muesca en el borde frontal inferior. Además, la base de la columna neural se contrae transversalmente. Las crestas se extienden hacia la parte posterior desde los lados de la base de la columna vertebral neural, sobre los lados superiores de los procesos de la articulación posterior, las poszygapofisis . Estas postzygapofisis se proyectan mucho más allá de la faceta posterior del cuerpo vertebral, un rasgo derivado. Las prezygapofisis por el contrario, son mucho más cortas y tienen una muesca en el borde superior delantero.
La escápula tenía un acromión rectangular grande , con una esquina superior afilada, en el borde frontal inferior. El coracoides más estrecho tenía un borde inferior redondeado. Tanto la parte superior del brazo como el cúbito y el radio, los huesos de la parte inferior del brazo, también son comparables a los del Stegosaurus. La tuberosidad del húmero posterior que sirve como accesorio para el músculo tríceps braquial está bien desarrollada, pero la cresta vertical que va desde él hacia abajo no lo está. En la pelvis, el hueso púbico tenía una parte frontal profunda, el proceso prepubico, con un pequeño proceso de proyección hacia arriba como se ve en Dacentrurus, el eje trasero tenía una punta ligeramente expandida.

### Osteodermos
Miragaia, como todos los estegosáuridos conocidos, tiene una serie de placas y espinas, que consisten en osificaciones cutáneas u osteodermos. Placas triangulares emparejadas corrían por la línea media del cuello, reconstruidas como 8 pares. Eran asimétricas con un lado externo convexo y un lado interno cóncavo. Sus bases no estaban muy expandidas con la excepción de un posible último par, ubicado en la parte delantera. Eran obtusos pero ligeramente enganchados en la parte delantera. Una espina preservada bastante larga, estrecha y recta se consideró al principio como una espina dorsal, pero luego se vio como parte del arreglo de cola.

## Descubrimiento e investigación

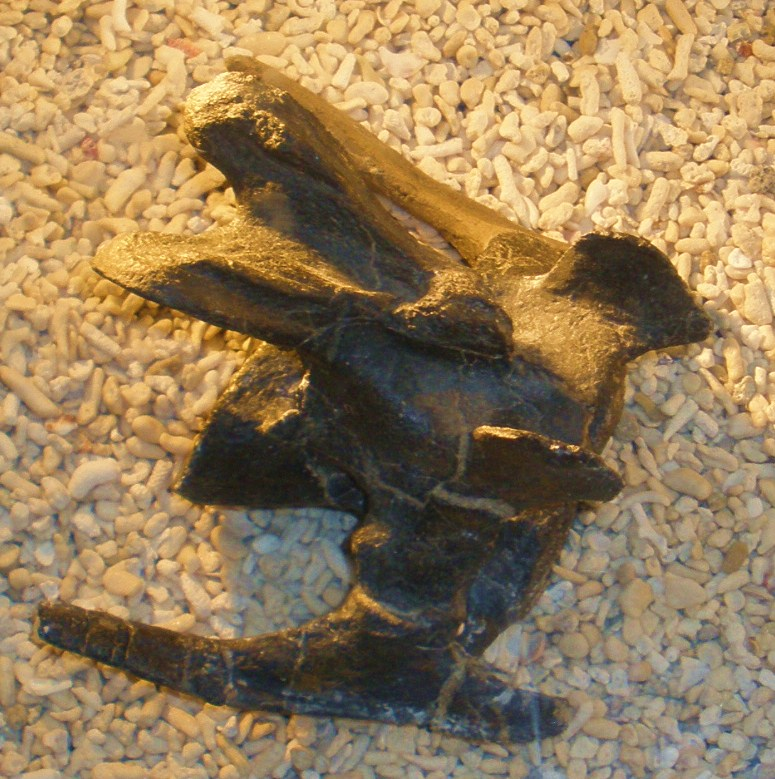
Una de las diecisiete vértebras.

El holotipo de Miragaia, ML 433, posee la mitad anterior casi completa del esqueleto, con un cráneo parcial, el primer material craneal de un estegosáurido europeo. Los restos fueron encontrados después de la construcción de una carretera entre las aldeas de Miragaia y Sobral. La mitad trasera del esqueleto probablemente fue destruida por el corte del camino. Los fósiles fueron desenterrados en agosto de 1999 y agosto de 2001. Entre los huesos se ha recuperado parte de la boca, quince vértebras del cuello, las dos primeras, que articulaban con el cráneo, estaban ausentes, dos vértebras dorsales anteriores, doce costillas, un galón, los huesos del hombro, la mayoría de las extremidades anteriores incluyen un posible hueso carpo intermedio, un primer metacarpiano derecho y tres primeras falanges; y trece placas óseas más una espina. Los huesos no se articularon sino que se dispersaron sobre una superficie de unos cinco a siete metros, aunque había una concentración parcial de fósiles que se podían salvar en un solo bloque. ML 433 se encontró en la Unidad de Miragaia la Formación Sobral, Grupo Lourinhã, datada a fines del Kimmeridgiense y principios del Titoniense, en el Jurásico superior, alrededor de unos 150 millones de años atrás. Octávio Mateus, Susannah Maidment y Nicolai Christiansen nombraron y describieron brevemente a Miragaia en 2009. La especie tipo es Miragaia longicollum . El nombre genérico se refiere al pueblo de Miragaia, pero también es una alusión a, "maravilloso" en latín , y Gaia, la diosa de la tierra. El nombre específico significa "cuello largo" del latín longus , "largo" y collum, "cuello". Una pelvis parcial, ilion y hueso púbico y dos vértebras dorsales parciales de un individuo juvenil, el espécimen ML 433-A, se encontraron en el mismo lugar, entremezclados con los huesos del holotipo, y también fueron asignados, como un paratipo, a M. longicollum.

## Clasificación
Miragaia se colocó dentro de Stegosauridae en 2009. Mateus y sus colegas realizaron un análisis filogenético y encontraron a Miragaia agrupado con Dacentrurus en un clade llamado Dacentrurinae, recientemente nombrado para la ocasión, el grupo hermano de Stegosaurus, este último género estaba en el análisis cladístico considerado incluyendo Hesperosaurus y Wuerhosaurus. Los autores enfatizaron que la única sinapomorfía o rasgo derivado compartido, que apoyaba al clado Dacentrurus-Stegosaurus era la posesión de las postcigapófisis cervicales largas, y que de hecho estas son desconocidas para Dacentrurus, por lo que su posición cercana a Stegosaurus se basó simplemente en los nuevos datos proporcionados por la descripción de Miragaia.

### Sinonimia conDacentrurus
En 2010, Alberto Cobos y colaboradores señalaron que todos los rasgos diagnósticos de Miragaia longicollum se basaban en elementos del esqueleto que están ausentes en el holotipo de Dacentrurus hallado en Inglaterra en capas de edad similar, mientras que el resto de características que pueden ser comparadas son compartidas por ambos géneros. Por lo tanto, propusieron que Miragaia es un sinónimo más moderno de Dacentrurus, lo que significa que son el mismo dinosaurio, debido a que no es posible diferenciar a ambos taxones a través de sus holotipos.

Reconstrucción del esqueleto de la posible especie M. longispinus, con el material descubierto en color blanco

Francisco Costa y Mateus consideraron que Miragaia longicollum es un taxón válido, al describir a un nuevo espécimen reconocido, MG 4863, que ya había sido excavado en 1959 por Georges Zbyszewski pero fue preparado recién entre 2015 a 2017. Este consiste de un esqueleto que también incluye vértebras de la cola, siendo el más completo espécimen de dinosaurio jamás hallado en Portugal. Además renombraron al género Alcovasaurus, el cual fue descubierto en 1908, como una nueva especie: Miragaia longispinus. Sin embargo, un nuevo espécimen de Dacentrurus reportado en 2024 de la Formación Villar del Arzobispo apoya aún más la sinonimia de los dos taxones, indicando que Miragaia es ciertamente un sinónimo subjetivo de Dacentrurus, y además que Alcovasaurus es un género separado.

### Filogenia
La posición de Miragaia en el árbol evolutivo de estegosáuridos se muestra en este cladograma.

|  | Dacentrurus |
|  |             |
|  | Miragaia    |
|  |             |

|  | Stegosaurus |
|  | |
|  | \| \| Wuerhosaurus (=Stegosaurus homheni Maidment et al. 2008) \| \| \| \| \| \| Hesperosaurus (=Stegosaurus mjosi Maidment et al. 2008) \| \| \| \| |
|  | |
|  | Wuerhosaurus (=Stegosaurus homheni Maidment et al. 2008)                                                                                             |
|  | |
|  | Hesperosaurus (=Stegosaurus mjosi Maidment et al. 2008)                                                                                              |
|  | |

|  | Wuerhosaurus (=Stegosaurus homheni Maidment et al. 2008) |
|  |                                                          |
|  | Hesperosaurus (=Stegosaurus mjosi Maidment et al. 2008)  |
|  |                                                          |

|  | Dacentrurus |
|  |             |
|  | Miragaia    |
|  |             |

|  | Stegosaurus |
|  | |
|  | \| \| Wuerhosaurus (=Stegosaurus homheni Maidment et al. 2008) \| \| \| \| \| \| Hesperosaurus (=Stegosaurus mjosi Maidment et al. 2008) \| \| \| \| |
|  | |
|  | Wuerhosaurus (=Stegosaurus homheni Maidment et al. 2008)                                                                                             |
|  | |
|  | Hesperosaurus (=Stegosaurus mjosi Maidment et al. 2008)                                                                                              |
|  | |

|  | Wuerhosaurus (=Stegosaurus homheni Maidment et al. 2008) |
|  |                                                          |
|  | Hesperosaurus (=Stegosaurus mjosi Maidment et al. 2008)  |
|  |                                                          |

|  | Dacentrurus |
|  |             |
|  | Miragaia    |
|  |             |

|  | Stegosaurus |
|  | |
|  | \| \| Wuerhosaurus (=Stegosaurus homheni Maidment et al. 2008) \| \| \| \| \| \| Hesperosaurus (=Stegosaurus mjosi Maidment et al. 2008) \| \| \| \| |
|  | |
|  | Wuerhosaurus (=Stegosaurus homheni Maidment et al. 2008)                                                                                             |
|  | |
|  | Hesperosaurus (=Stegosaurus mjosi Maidment et al. 2008)                                                                                              |
|  | |

|  | Wuerhosaurus (=Stegosaurus homheni Maidment et al. 2008) |
|  |                                                          |
|  | Hesperosaurus (=Stegosaurus mjosi Maidment et al. 2008)  |
|  |                                                          |

|  | Dacentrurus |
|  |             |
|  | Miragaia    |
|  |             |

|  | Stegosaurus |
|  | |
|  | \| \| Wuerhosaurus (=Stegosaurus homheni Maidment et al. 2008) \| \| \| \| \| \| Hesperosaurus (=Stegosaurus mjosi Maidment et al. 2008) \| \| \| \| |
|  | |
|  | Wuerhosaurus (=Stegosaurus homheni Maidment et al. 2008)                                                                                             |
|  | |
|  | Hesperosaurus (=Stegosaurus mjosi Maidment et al. 2008)                                                                                              |
|  | |

|  | Wuerhosaurus (=Stegosaurus homheni Maidment et al. 2008) |
|  |                                                          |
|  | Hesperosaurus (=Stegosaurus mjosi Maidment et al. 2008)  |
|  |                                                          |

|  | Dacentrurus |
|  |             |
|  | Miragaia    |
|  |             |

|  | Stegosaurus |
|  | |
|  | \| \| Wuerhosaurus (=Stegosaurus homheni Maidment et al. 2008) \| \| \| \| \| \| Hesperosaurus (=Stegosaurus mjosi Maidment et al. 2008) \| \| \| \| |
|  | |
|  | Wuerhosaurus (=Stegosaurus homheni Maidment et al. 2008)                                                                                             |
|  | |
|  | Hesperosaurus (=Stegosaurus mjosi Maidment et al. 2008)                                                                                              |
|  | |

|  | Wuerhosaurus (=Stegosaurus homheni Maidment et al. 2008) |
|  |                                                          |
|  | Hesperosaurus (=Stegosaurus mjosi Maidment et al. 2008)  |
|  |                                                          |

|  | Dacentrurus |
|  |             |
|  | Miragaia    |
|  |             |

|  | Stegosaurus |
|  | |
|  | \| \| Wuerhosaurus (=Stegosaurus homheni Maidment et al. 2008) \| \| \| \| \| \| Hesperosaurus (=Stegosaurus mjosi Maidment et al. 2008) \| \| \| \| |
|  | |
|  | Wuerhosaurus (=Stegosaurus homheni Maidment et al. 2008)                                                                                             |
|  | |
|  | Hesperosaurus (=Stegosaurus mjosi Maidment et al. 2008)                                                                                              |
|  | |

|  | Wuerhosaurus (=Stegosaurus homheni Maidment et al. 2008) |
|  |                                                          |
|  | Hesperosaurus (=Stegosaurus mjosi Maidment et al. 2008)  |
|  |                                                          |

|  | Dacentrurus |
|  |             |
|  | Miragaia    |
|  |             |

|  | Stegosaurus |
|  | |
|  | \| \| Wuerhosaurus (=Stegosaurus homheni Maidment et al. 2008) \| \| \| \| \| \| Hesperosaurus (=Stegosaurus mjosi Maidment et al. 2008) \| \| \| \| |
|  | |
|  | Wuerhosaurus (=Stegosaurus homheni Maidment et al. 2008)                                                                                             |
|  | |
|  | Hesperosaurus (=Stegosaurus mjosi Maidment et al. 2008)                                                                                              |
|  | |

|  | Wuerhosaurus (=Stegosaurus homheni Maidment et al. 2008) |
|  |                                                          |
|  | Hesperosaurus (=Stegosaurus mjosi Maidment et al. 2008)  |
|  |                                                          |

|  | Dacentrurus |
|  |             |
|  | Miragaia    |
|  |             |

|  | Stegosaurus |
|  | |
|  | \| \| Wuerhosaurus (=Stegosaurus homheni Maidment et al. 2008) \| \| \| \| \| \| Hesperosaurus (=Stegosaurus mjosi Maidment et al. 2008) \| \| \| \| |
|  | |
|  | Wuerhosaurus (=Stegosaurus homheni Maidment et al. 2008)                                                                                             |
|  | |
|  | Hesperosaurus (=Stegosaurus mjosi Maidment et al. 2008)                                                                                              |
|  | |

|  | Wuerhosaurus (=Stegosaurus homheni Maidment et al. 2008) |
|  |                                                          |
|  | Hesperosaurus (=Stegosaurus mjosi Maidment et al. 2008)  |
|  |                                                          |